# Курский сельский совет (Крым)
Курский сельский совет (укр. Курська сільська рада) — административно-территориальная единица в Белогорском районе в составе АР Крым Украины (фактически до 2014 года), ранее до 1991 года — в  составе Крымской области УССР в СССР, до 1954 года — в составе Крымской области РСФСР в СССР, до 1945 года — как Кишлавский сельсовет  (крымскотат. Къышлав кой шурасы) — в составе Крымской АССР РСФСР в СССР.
Население по переписи 2001 года составляло 1541 человек, площадь сельсовета — 139 км². Территория сельсовета находится на западной окраине Внутренней гряды Крымских гор, в Сало-Индольской котловине, образованной слиянием долин рек Салы и Индол.
В состав сельсовета к 2014 году входило 2 села:
- Курское
- Тополевка

## История
В начале 1920-х годов был образован Кишлавский сельсовет  (крымскотат. Къышлав кой шурасы, Qışlav köy şurası) в составе Феодосийского района и на момент всесоюзной переписи 17 декабря 1926 года включал единственное село Кишлав с населением 1822 человека. После образования в сентябре 1930 года (по другим данным 15 сентября 1931 года) Старокрымского района сельсовет передали в его состав.
Указом Президиума Верховного Совета РСФСР от 21 августа 1945 года Кишлавский сельсовет был переименован в Курский сельский совет. С 25 июня 1946 года совет в составе Крымской области РСФСР, а 26 апреля 1954 года Крымская область была передана из состава РСФСР в состав УССР. Указом Президиума Верховного Совета УССР от 23 сентября 1959 года и решением Крымоблисполкома от 24 сентября 1959 года был упразднён Старокрымский район и совет вошёл в состав Белогорского. На 15 июня 1960 года в составе совета числилось сёла:

| - Курское - Мичурино - Опытное | - Первое Мая - Тополевка |

К 1968 году село Первое Мая было переименовано в Сосновое, а Мичурино — в Учебное. К 1977 году упразднено Сосновое, Опытное и Учебное переданы в Богатовский сельский совет и совет обрёл современный состав. С 12 февраля 1991 года сельсовет в восстановленной Крымской АССР, 26 февраля 1992 года переименованной в Автономную Республику Крым.
С 21 марта 2014 года в составе Крыма аннексирован Россией.
С 2014 года на месте сельсовета находится Богатовское сельское поселение Республики Крым.